# 골 막 모르너
골 막 모르너(아일랜드어: Goll mac Morna)는 아일랜드 신화의 피니언 대계에 등장하는 인물이다. 본명은 아드(아일랜드어: Áed)로, 아드 막 피드거(아일랜드어: Áed mac Fidga)라고도 한다. "골"은 애꾸눈이라는 뜻의 별명이다. 아드 막 모르너를 애꾸로 만든 것은 쿠월 막 트렌모르라고도 하고 다른 판본에서는 루헤트(아일랜드어: Luchet)라고도 한다.
피어너의 일원으로, 주인공 핀 막 쿠월의 불편한 동맹자로 묘사된다. 본래 피어너의 두령이었던 핀의 생부 쿠월을 지고왕 콘 케드커하크의 토벌령에 따라 죽이고 후대 두령이 되었는데, 핀이 장성하고 나자 스스로 두령 자리를 핀에게 넘기고 충성을 맹세했다. 
마녀 이르넌(Irnan)이 피어너를 마법의 그물로 붙잡으려고 했다가 실패하자, 괴물로 변신하여 페니드들 각각들에게 한 명씩 일 대 일 결투를 도전했다. 핀 막 쿠월이 가장 먼저 나섰으나, 하그와 싸움질을 하는 것은 전사의 위엄이 서지 않는다고 졸개들이 만류했다. 대신 골이 나서서 이르넌을 죽였다. 그 공으로 골은 핀의 딸과 결혼했다.
〈가우러 전투〉에서 카르브러 리페하르가 핀 막 쿠월의 피어너에 대한 토벌령을 내렸을 때 골과 골을 따르는 페니드들은 핀을 배반하고 카르브러에게 붙었다.